# Hemiceras albescens
Hemiceras albescens är en fjärilsart som beskrevs av Paul Dognin 1923. Hemiceras albescens ingår i släktet Hemiceras och familjen tandspinnare. Inga underarter finns listade i Catalogue of Life.